# 深奇魷
深奇魷（学名：Bathothauma lyromma）为小頭魷科深奇魷屬下的一个种。